# Ulm
Ulm é uma cidade da Alemanha localizada no Estado federal alemão de Baden-Württemberg, situada a cerca de 100 km a sudeste de Estugarda (em alemão, Stuttgart).
Ulm é uma cidade independente (Kreisfreie Städte) ou distrito urbano (Stadtkreis), ou seja, possui estatuto de distrito (kreis). Situa-se na margem direita do rio Danúbio, na fronteira entre os estados federais de Baden-Würtemberg e Baviera. Do outro lado do rio, já na Baviera, estende-se a cidade gémea de Neu-Ulm.
A catedral de Ulm (Ulmer Münster), construída em estilo gótico, é o símbolo da cidade. Tem 161,53 metros de altura, naquela que é a maior torre de igreja do mundo. O edifício da nave da igreja tem 139,5 metros de altura e 59,2 m de largura ocupando uma superfície de 8260 m². Foi o local de nascimento de uma das pessoas mais famosas do século XX - Albert Einstein (1879-1955), Prémio Nobel de Física de 1921.

## História

### Os judeus de Ulm
Ulm, situada na margem esquerda do rio Danúbio, na fronteira entre os actuais estados alemães de Baden-Württemberg e Baviera, tinha sido já na Idade Média o lar de uma comunidade de judeus (como muitas povoações alemãs). Numa manifestação de antissemitismo, em 1493 a câmara municipal (Stadtrat) de Ulm decide a expulsão de todos os judeus desta povoação. O rei Maximiliano I sancionou esta decisão em 1499.
Até às influências do Iluminismo, com o seu pendor igualitário e a defesa dos direitos humanos, os judeus alemães viveram sempre com um estatuto legal de cidadãos de segunda classe.
Em 1730 volta a haver sinais da existência de uma comunidade judaica próxima de Ulm. Em Bad Buchau, uma localidade a 60 km a sudoeste de Ulm, é construída uma sinagoga.
Em 1850 foi construída uma estação ferroviária em Ulm, o que foi muito benéfico para a cidade. A população de Ulm cresceu imenso nestes anos. A partir de 1850 (350 anos depois da sua expulsão da cidade) volta a haver uma grande comunidade judaica em Ulm. Os judeus da cidade contribuíram inclusivamente para a estátua do profeta Jeremias (uma figura do Antigo Testamento) presente na catedral de Ulm.
Apenas em 1864, o rei Carlos I confere por decreto a igualdade legal de plenos direitos aos judeus no reino de Württemberg.

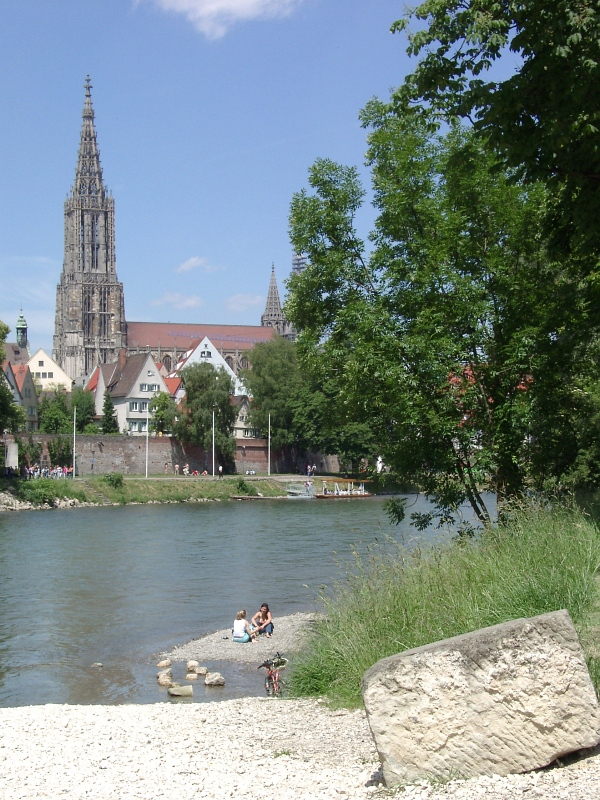
Danúbio, Catedral de Ulm

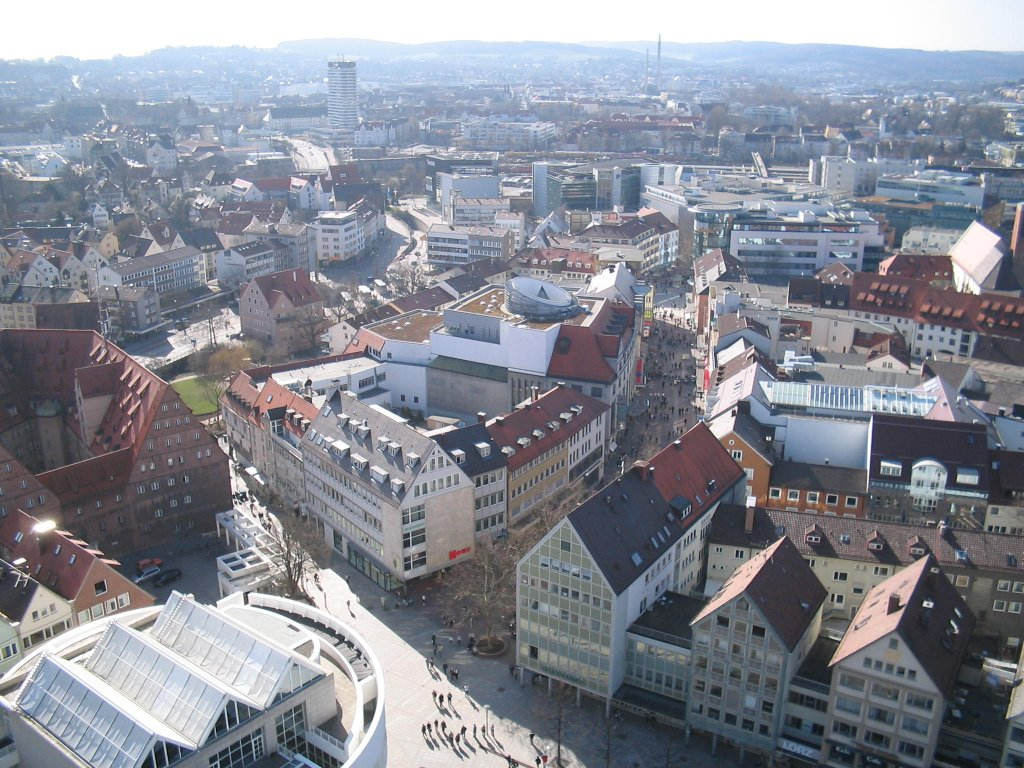

## Clima
| Dados climatológicos para Ulm   | Dados climatológicos para Ulm | Dados climatológicos para Ulm | Dados climatológicos para Ulm | Dados climatológicos para Ulm | Dados climatológicos para Ulm | Dados climatológicos para Ulm | Dados climatológicos para Ulm | Dados climatológicos para Ulm | Dados climatológicos para Ulm | Dados climatológicos para Ulm | Dados climatológicos para Ulm | Dados climatológicos para Ulm | Dados climatológicos para Ulm |
| Mês                             | Jan                           | Fev                           | Mar                           | Abr                           | Mai                           | Jun                           | Jul                           | Ago                           | Set                           | Out                           | Nov                           | Dez                           | Ano                           |
| ------------------------------- | ----------------------------- | ----------------------------- | ----------------------------- | ----------------------------- | ----------------------------- | ----------------------------- | ----------------------------- | ----------------------------- | ----------------------------- | ----------------------------- | ----------------------------- | ----------------------------- | ----------------------------- |
| Temperatura máxima recorde (°C) | 13                            | 17                            | 22                            | 28                            | 33                            | 33                            | 38                            | 36                            | 31                            | 24                            | 21                            | 15                            | 38                            |
| Temperatura máxima média (°C)   | 1                             | 3                             | 8                             | 13                            | 18                            | 21                            | 23                            | 22                            | 18                            | 13                            | 6                             | 2                             | 13                            |
| Temperatura mínima média (°C)   | −4                            | −4                            | −1                            | 2                             | 7                             | 11                            | 12                            | 11                            | 9                             | 4                             | 0                             | −3                            | 4                             |
| Temperatura mínima recorde (°C) | −28                           | −26                           | −18                           | −10                           | −3                            | 1                             | 4                             | 3                             | −2                            | −7                            | −19                           | −22                           | −28                           |
| Precipitação (mm)               | 38,1                          | 30,5                          | 43,2                          | 55,9                          | 68,6                          | 88,9                          | 88,9                          | 83,8                          | 66                            | 48,3                          | 43,2                          | 48,3                          | 701                           |
| Fonte: 19/12/2009               |                               |                               |                               |                               |                               |                               |                               |                               |                               |                               |                               |                               |                               |

## Cidadãos notórios
- Lukas Moser (cerca de 1390—depois de 1434), pintor
- Nikolaus Federmann (1505—1542), conquistador
- Thomas Abbt (1738—1768), escritor
- Albrecht Ludwig Berblinger (1770-1829), inventor
- Albert Einstein (1879—1955), físico
- Clemens Betzel (1895—1945), militar
- Hildegard Knef (1925—2002), atriz e cantora
- Magdalena Kopp (1948—2015), fotógrafa e terrorista
- Ursula Karven (1964—), atriz
- Marc Forster (1969—), diretor de cinema
- Matthias Lehmann (1983—), futebolista